# Ligne de tramway 75 (SNCV Groupe de Charleroi)
La ligne 75 est une ancienne ligne du tramway vicinal de Charleroi de la Société nationale des chemins de fer vicinaux (SNCV) qui reliait Charleroi à Thuillies entre 1895 et 1968.

## Histoire

### Charleroi Prison - Thuillies Station-État
À l'origine la ligne doit être un simple prolongement de la ligne Charleroi - Montigny-le-Tilleul à partir de Montigny-le-Tilleul Église, c'est finalement une nouvelle ligne qui est créée à partir de Montigny-le-Tilleul Chapelle et sous un nouveau capital n°62 « Montigny-le-Tilleul - Thuillies ». La ligne est mise en service en traction vapeur au cours de l'année 1895, le 14 janvier entre Charleroi Prison et Gozée et le 1er avril jusqu'à Thuillies (nouvelle section Montigny-le-Tilleul Chapelle - Thuillies, la ligne est commune entre la prison et Montigny-le-Tilleul Chapelle avec la ligne de Montigny-le-Tilleul). Comme pour la ligne Charleroi - Montigny-le-Tilleul, l'exploitation est assurée par la société anonyme des Railways économiques de Liège-Seraing et extensions (RELSE),.

### Charleroi Boulevard Paul Janson - Thuillies Station-État
Le 30 mai 1901, le terminus des lignes de Montigny-le-Tilleul et celle de Thuillies est reporté depuis la prison vers le début du boulevard Paul Janson par une nouvelle section par l'avenue des Alliés et le boulevard Jacques Bertrand (capital 11),.
En 1904, l'exploitation de la ligne et des autres lignes vicinales de Charleroi exploitées par les RELSE est reprise par une nouvelle filiale de cette société, les Tramways électriques du pays de Charleroi et extensions (TEPCE).
En 1923, l'exploitation de la ligne et des autres lignes vicinales de Charleroi exploitées par les TEPCE est reprise directement par la SNCV.
Le 12 avril 1936, la section Montigny-le-Tilleul Chapelle - Bois du prince est électrifiée, les services partiels 75 et 76 de la ligne 74 sont supprimés compensés par l'électrification amorcée de la ligne qui est temporairement exploitée en deux tronçons : sous l'indice 76 en traction électrique entre Charleroi Boulevard Paul Janson et Montigny-le-Tilleul Bois du prince et en autorail sous l'indice 73 entre Montigny-le-Tilleul Bois du prince et Thuillies.
Le 20 juin 1937, l'électrification est réalisée entre Montigny-le-Tilleul Bois du prince et Thuillies, la ligne est alors exploitée de bout en bout sous l'indice 75, le n°76 devenant un partiel restant limité au Bois du prince, un autre partiel est créé en reprenant le n°73 vers Gozée Place.

### Charleroi Eden - Thuillies SNCB
1949 : terminus ramené de Charleroi Ville-Haute à Charleroi Eden.

### Suppression
Elle est supprimée le 25 mai 1968 et remplacée par un service d'autobus,.

## Infrastructure

### Dépôts et stations
Nom : (gare) : quand le dépôt ou la station est accolé ou proche d'une gare.
Type : D : dépôt , S : station , Sf : si la station sert de gare douanière à la frontière , Sp : si la station est établie dans un bâtiment privé le plus souvent un café ou plus rarement une habitation privée.
| Illustration | Nom              | Type | Commune   | Localisation                | État                             | Remarques |
| ------------ | ---------------- | ---- | --------- | --------------------------- | -------------------------------- | --------- |
|              | Thuillies (gare) | DS   | Thuillies | 50° 18′ 09″ N, 4° 19′ 49″ E | Hors service, en partie détruit. |           |

Autres dépôts utilisés par la ligne situés sur le reste du réseau ou des lignes connexes : Charleroi.

## Exploitation

### Horaires
Tableaux :
- 1931 : 437, numéro partagé avec les lignes 74 Charleroi - Montigny-le-Tilleul et 81 Charleroi - Monceau-sur-Sambre[6] ;
- 1958 : 890, tableau commun avec la ligne 74 Charleroi - Montigny-le-Tilleul[7].